# Загінці
Загі́нці — село в Україні, у Деражнянській міській громаді Хмельницького району Хмельницької області.

## Історія
У XIX столітті село належало польським шляхтичам Стажинським, які облаштували тут свій родовий маєток. Він включав палац і парк. У палаці зберігалися цінні мистецькі збірки, окремо була зведена двоповерхова бібліотека. 
1913 року Роза Марія Стажинська продала маєток своїй тітці Марії Браницькій, яка придбала його для свого онука Кароля Радзівіла, — він і став останнім власником Загінець. Влітку 1917 року палац був пограбований, його колишні власники більше до нього не поверталися.
7 (20) листопада 1917 року, відповідно до Третього Універсалу Української Центральної Ради, увійшло до складу Української Народної Республіки.
Архітектурний ансамбль маєтку занепав, втім, Загінецький парк зберігся добре, на його території було встановлено меморіал солдатам-односельцям, загиблим у 1939—1945 роках, обеліск жертвам Голодомору 1932—1933 років і жертвам репресій 1937 року. Загінецький парк визнаний пам'яткою садово-паркового мистецтва.
12 червня 2020 року, відповідно до розпорядження Кабінету Міністрів України № 727-р «Про визначення адміністративних центрів та затвердження територій територіальних громад Хмельницької області», увійшло до складу Деражнянської міської громади.
19 липня 2020 року, в результаті адміністративно-територіальної реформи та ліквідації Деражнянського району, село увійшло до складу Хмельницького району.
29 березня 2024 року селі Загінці парафія церкви Покрови Пресвятої Богородиці перейшла з Московського патріархату в Православну Церкву України. Вперше, в місцевій церкві пролунала молитва українською мовою.

## Населення
Населення становить 634 осіб.

## Охорона територія
Неподалік від села розташована ботанічна пам'ятка природи «Дуб звичайний».

## Галерея

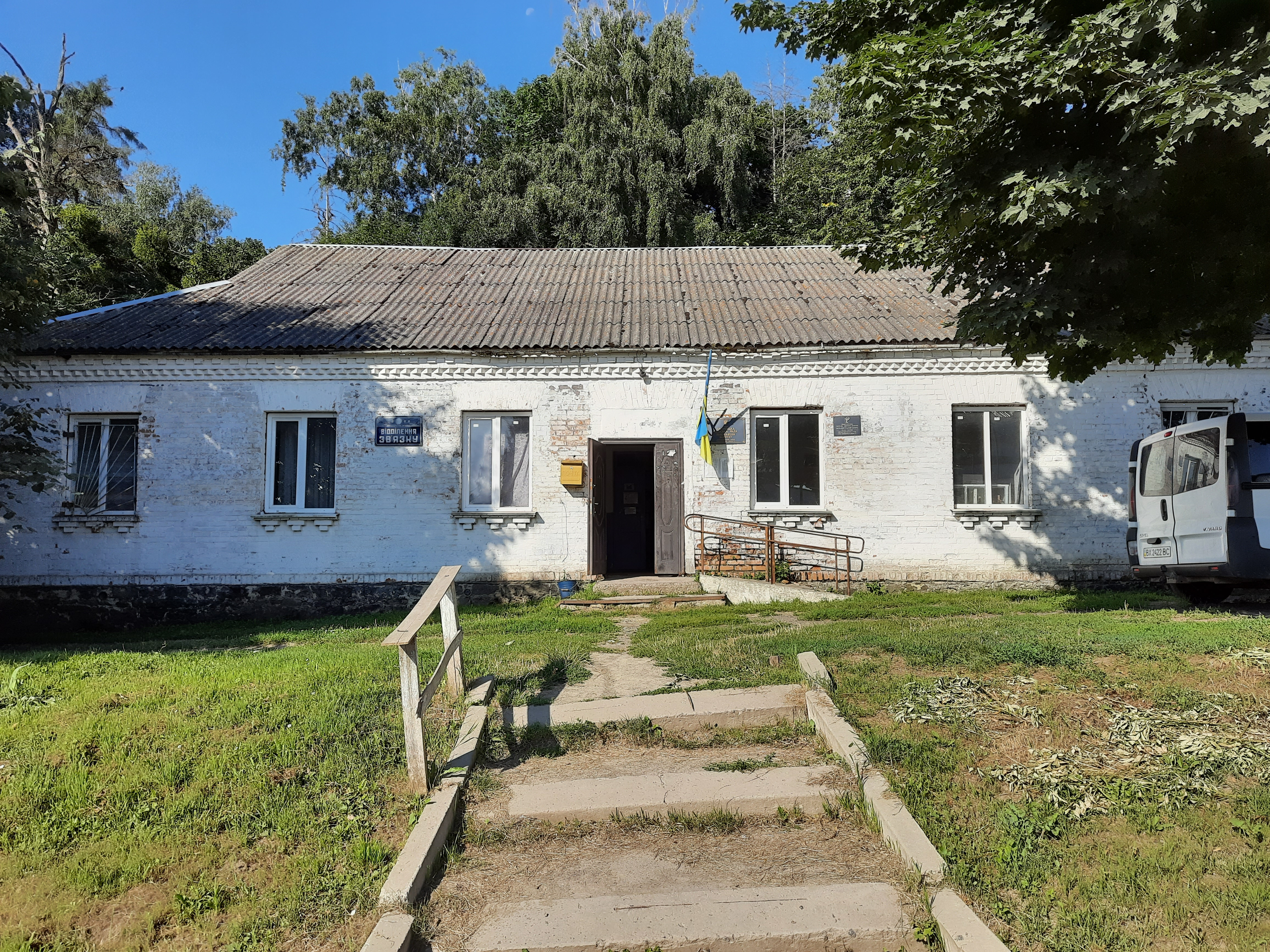
Старостат
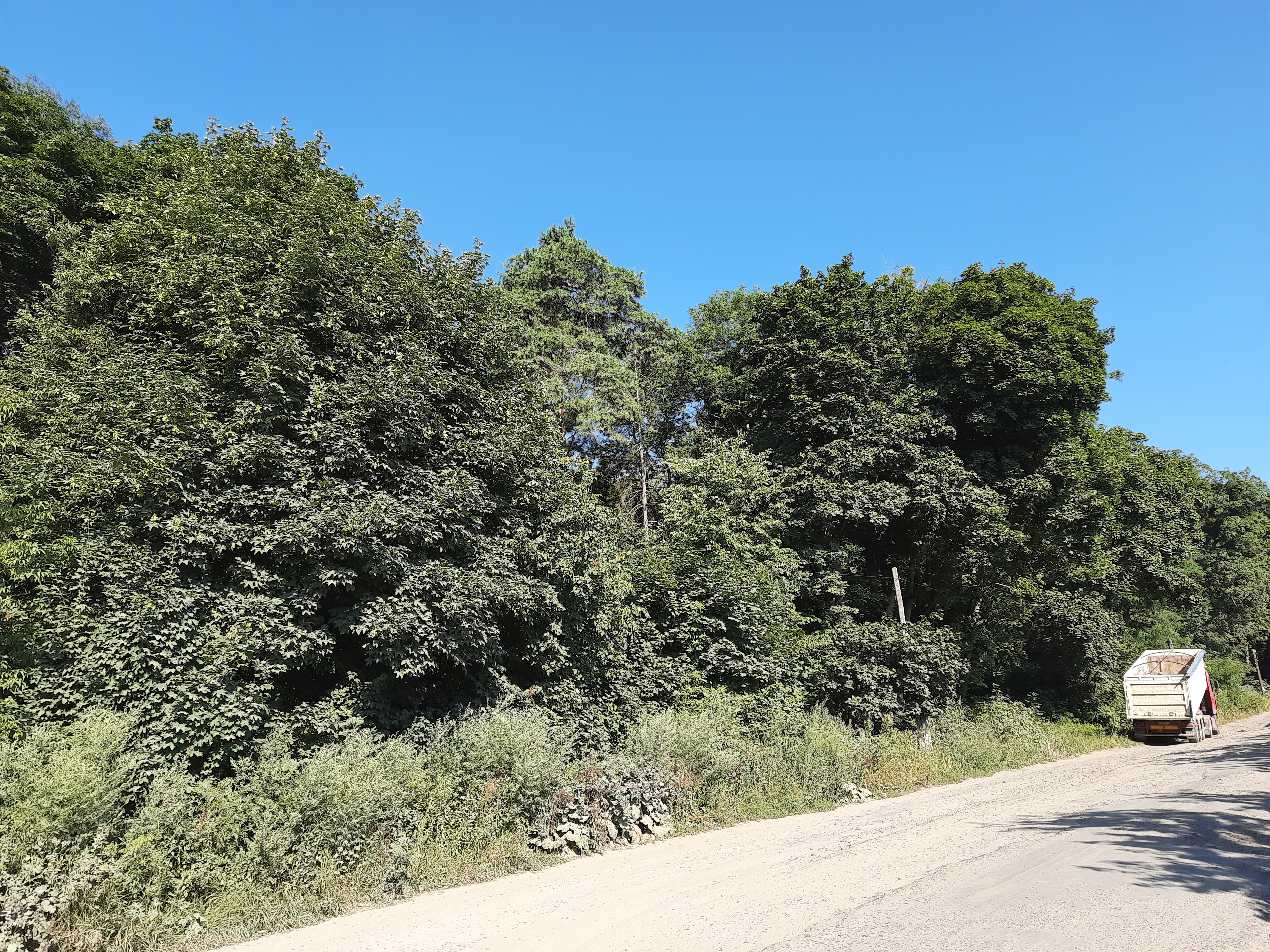
Загінецький парк